# (7991) Kaguyahime
(7991) Kaguyahime ist ein Asteroid des äußeren Hauptgürtels, der am 30. Oktober 1981 von den japanischen Astronomen Hiroki Kōsai und Kiichirō Furukawa am Kiso-Observatorium (IAU-Code 381) am Berg Ontake entdeckt wurde.
Der Asteroid wurde nach der weiblichen Hauptfigur Kaguya-hime aus der alten japanischen märchenhaft-romantischen Erzählung Taketori Monogatari benannt, die wohl um 900 niedergeschrieben wurde.
Der Himmelskörper gehört zur Themis-Familie, einer Gruppe von Asteroiden, die nach (24) Themis benannt wurde.